# 曼努埃爾·岡薩雷斯
曼努埃爾·德尔雷富希奥·岡薩雷斯·弗洛雷斯（西班牙語：Manuel del Refugio González Flores；1833年6月18日—1893年4月10日），墨西哥總統，1880年至1884年在任。曼努埃爾·岡薩雷斯出生於馬塔莫羅斯，法墨戰爭期間為將軍波菲里奧·迪亞斯髦下軍官。